# Irish League 1953-1954
L'Irish League 1953-1954 è stata la 53ª edizione della prima divisione del campionato nordirlandese di calcio.
Il campionato era formato da dodici squadre e il Linfield vinse il titolo. Non vi furono retrocessioni.

## Classifica finale
| Pos. | Squadra          | G  | V  | N | P  | GF | GS | Punti |
| ---- | ---------------- | -- | -- | - | -- | -- | -- | ----- |
| 1    | Linfield         | 22 | 15 | 6 | 1  | 56 | 26 | 36    |
| 2    | Glentoran        | 22 | 17 | 1 | 4  | 67 | 34 | 35    |
| 3    | Glenavon         | 22 | 13 | 2 | 7  | 68 | 45 | 28    |
| 4    | Ballymena United | 22 | 11 | 5 | 6  | 47 | 40 | 27    |
| 5    | Crusaders        | 22 | 11 | 4 | 7  | 60 | 49 | 26    |
| 6    | Bangor           | 22 | 10 | 2 | 10 | 34 | 42 | 22    |
| 7    | Coleraine        | 22 | 8  | 6 | 8  | 49 | 52 | 22    |
| 8    | Distillery       | 22 | 8  | 5 | 9  | 45 | 36 | 21    |
| 9    | Ards             | 22 | 6  | 2 | 14 | 32 | 53 | 14    |
| 10   | Derry City       | 22 | 5  | 3 | 14 | 36 | 50 | 13    |
| 11   | Portadown        | 22 | 5  | 2 | 15 | 34 | 60 | 12    |
| 12   | Cliftonville     | 22 | 3  | 2 | 17 | 26 | 67 | 8     |

G = Partite giocate; V = Vittorie; N = Nulle/Pareggi; P = Perse; GF = Goal fatti; GS = Goal subiti; 